# Rue d’Assas
Die Rue d’Assas ist eine Straße im 6. Arrondissement von Paris.

## Lage
Die Rue d’Assas führt von Nord nach Süd vom Place Alphonse Deville (Rue du Cherche-Midi) zum Place Camille Jullian (Avenue de l’Observatoire).

## Namensursprung
Die Straße trägt den Namen des Chevalier Louis d’Assas (1733–1760), Kapitän des Régiment d’Auvergne unter Ludwig XV. Er ist vor allem bekannt wegen seines heldenhaften Todes am 15. Oktober 1760 in der Schlacht bei Kloster Kampen am Niederrhein.

## Geschichte
Die Straße wurde 1798 zwischen der Rue du Cherche-Midi und der Rue de Vaugirard auf dem Gelände des Chartreux de Paris in Paris eröffnet und erhielt 1803 den Namen „Rue d’Assas“.
Mit Beschluss vom 2. April 1868 wurde sie mit der 1803 eröffneten Rue de l'Ouest verbunden, die von der Rue de Vaugirard bis zur Avenue de l’Observatoire verlief.

## Bemerkenswerte Gebäude

### Von der Rue du Cherche-Midi zur Rue de Vaugirard
- Nr. 1: Rosa Bonheur (1822–1899), Malerin und Bildhauerin, verließ nach ihrem Erfolg im Salon von 1854 die alte Rue de l’Ouest (d’Assas seit 1868) und ließ sich hier in einem riesigen Atelier mit Blick auf den Innenhof nieder, wo sie 1864 auch wohnte.
- Nr. 19 und 21 (und 74 Rue de Vaugirard): Institut catholique de Paris (ICP), das 1875 gegründet wurde, beherbergt einen Teil der ehemaligen Anlage und die Gebäude des Klosters der Unbeschuhten Karmeliterinnen, deren Gemeinschaft 1790 aufgelöst wurde. Der Haupteingang des Campus wurde 2019 nach der Restaurierung des Haupthofs in die Rue de Vaugirard 74 verlegt.[1]
- Nr. 20: Eine Plakette am Haus erinnert daran, dass hier der Bildhauer Pierre Jean David d’Angers (1788–1856) lebte.
- Nr. 22: Geburtshaus von Jean Genet (1910–1986)
- Nr. 28: an der Ecke des Hauses zeigt eine Inschrift an, dass Léon Foucault hier 1851 das Pendel-Experiment durchführte.

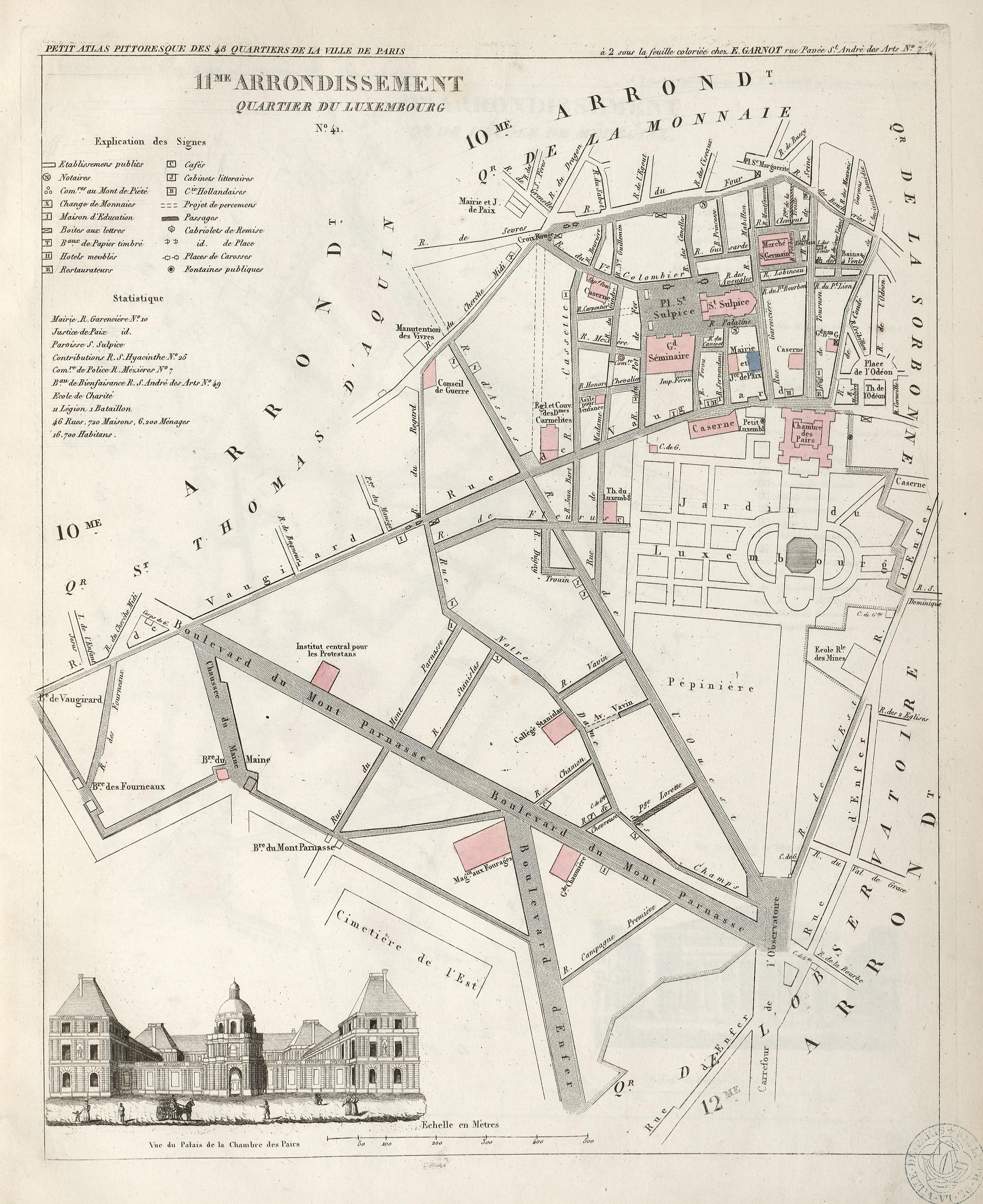
Rue d’Assas und der Westen in der ersten Hälfte des 19. Jahrhunderts, malerischer kleiner Atlas.
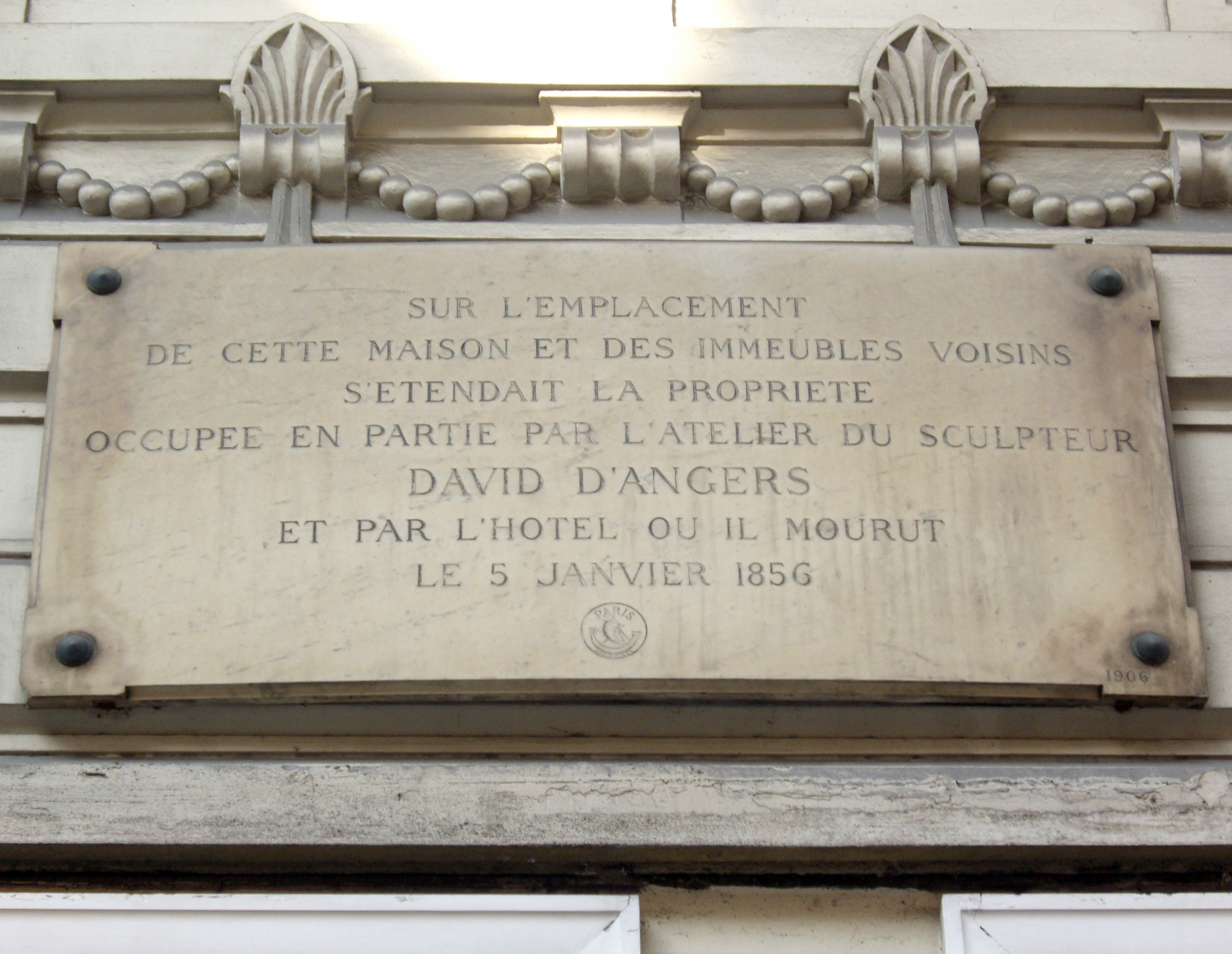
Plakette am Haus Nr. 20
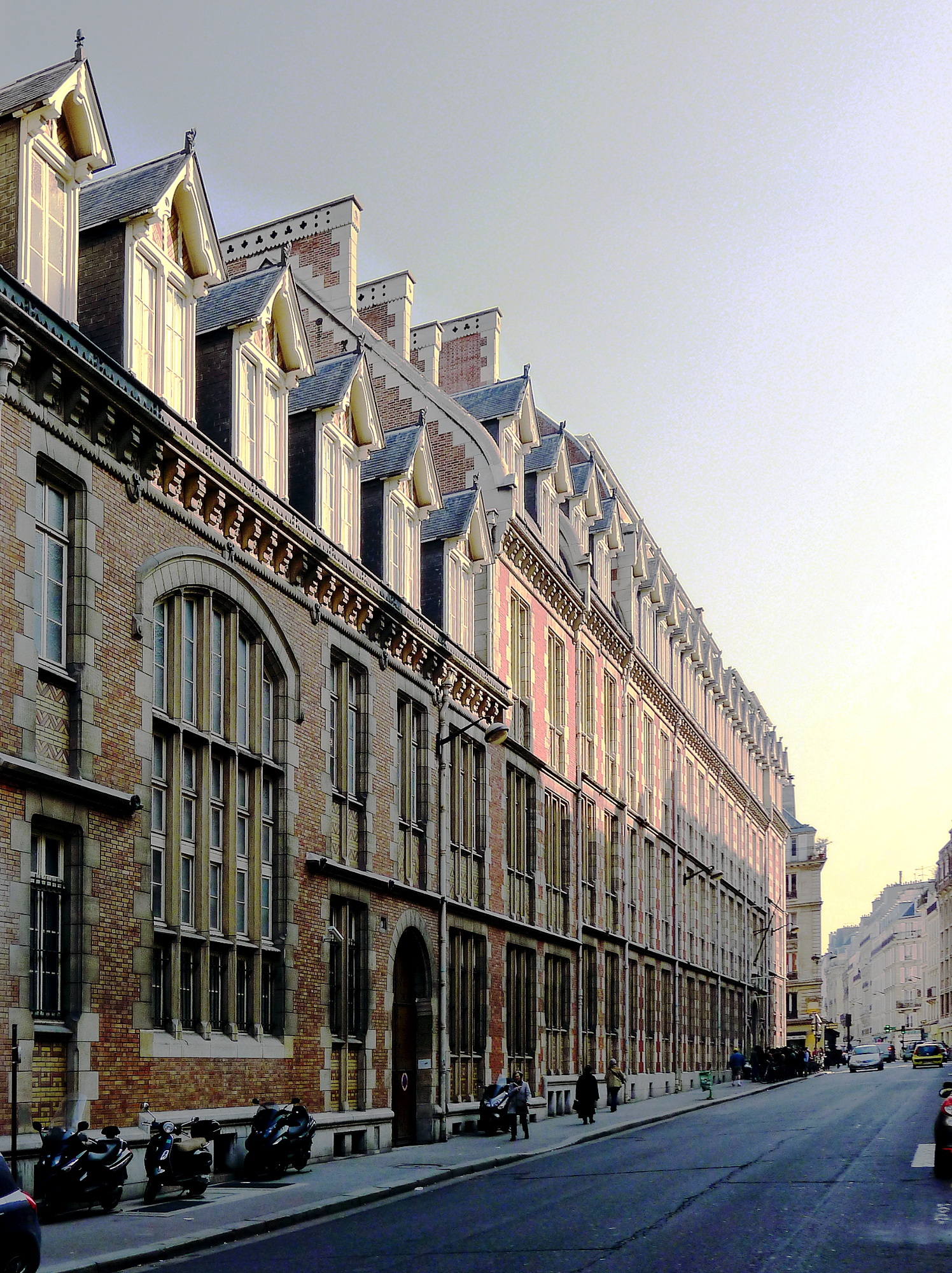
Nr. 19 und 21, Institut Catholique de Paris (ICP), Westfassade
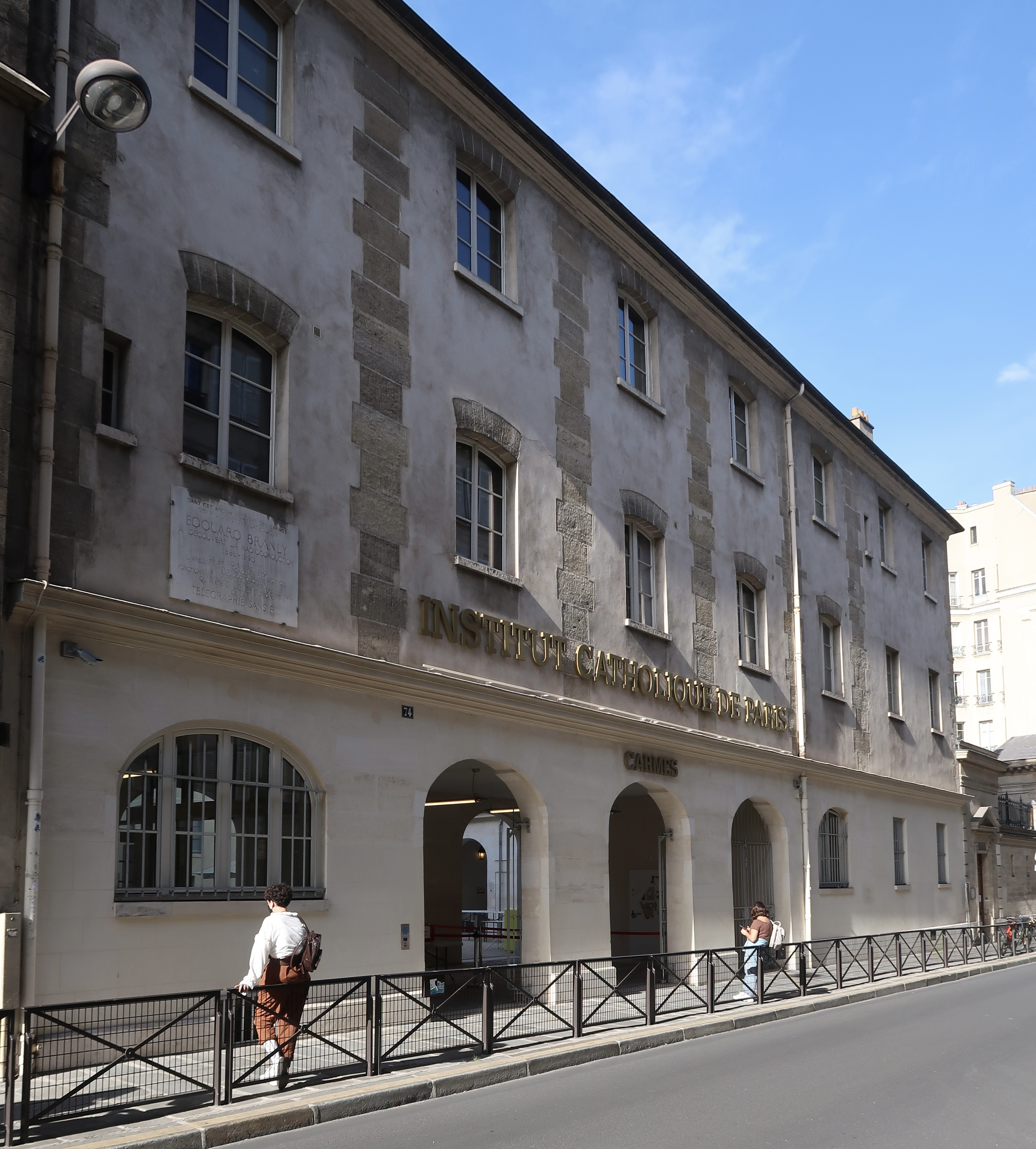
Ehemaliges Klostergebäude der Unbeschuhten Karmeliter, heute Eingang zum ICP-Campus, 74 Rue de Vaugirard
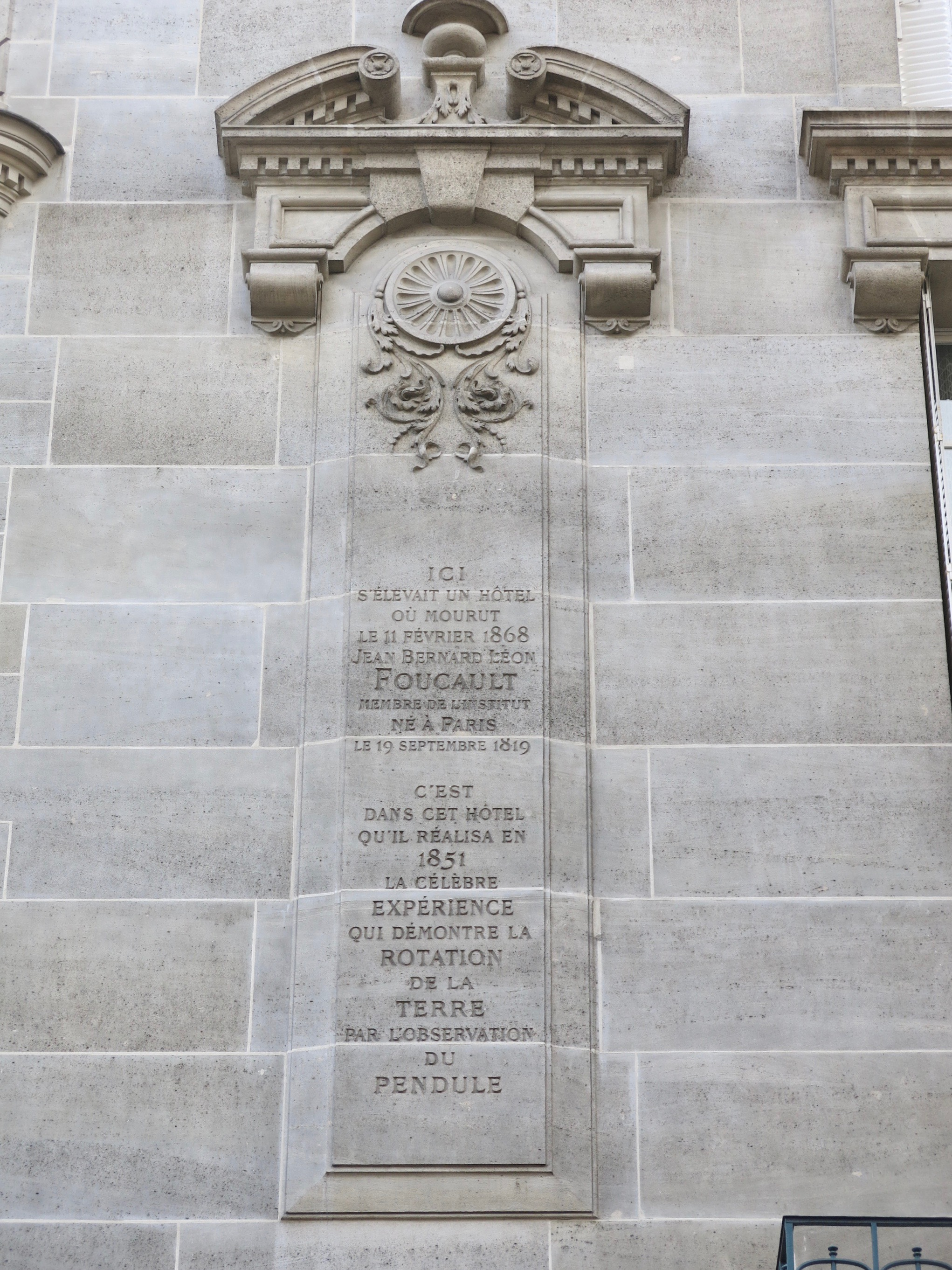
Inschrift am Haus Nr. 28

### Von der Rue de Vaugirard zur Avenue de l’Observatoire
- Nr. 44: Hier starb Émile Littré (1801–1881) im Alter von 80 Jahren.
- Nr. 50: Die Chanteuse Jane Birkin hat hier ihre letzten Lebensjahre verbracht; sie starb im Alter von 76 Jahren.[2]
- Nr. 60/62: In der ehemaligen Pension Orfila lebten:
  - von 1895 bis 1896 der polnische Physiker Marian Smoluchowski (1872–1917), woran eine Plakette erinnert.
  - 1896 der schwedische Schriftsteller August Strindberg (1849–1912), woran eine Plakette erinnert.
- Nr. 89: Hôpital Tarnier
- Nr. 92: Juristische Fakultät der Universität Paris II Panthéon-Assas
- Nr. 100: Musée Zadkine im Werkstatthaus, das der französische Bildhauer russischer Herkunft Ossip Zadkine (1888–1967) von 1928 bis 1967 bewohnte.
- Nr. 120: Wohnsitz des Schriftstellers Pierre Benoit (1886–1962) von 1924 bis 1947. Eine an der Fassade angebrachte Gedenktafel würdigt ihn. Es wurde 1982 in Anwesenheit des Historikers René de La Croix de Castries (1908–1986)[3], Delegierter der Académie française, und des Schriftstellers Jacques Nels (1901–1994) eingeweiht.[4]
- Nr. 128: Eingang zur École alsacienne

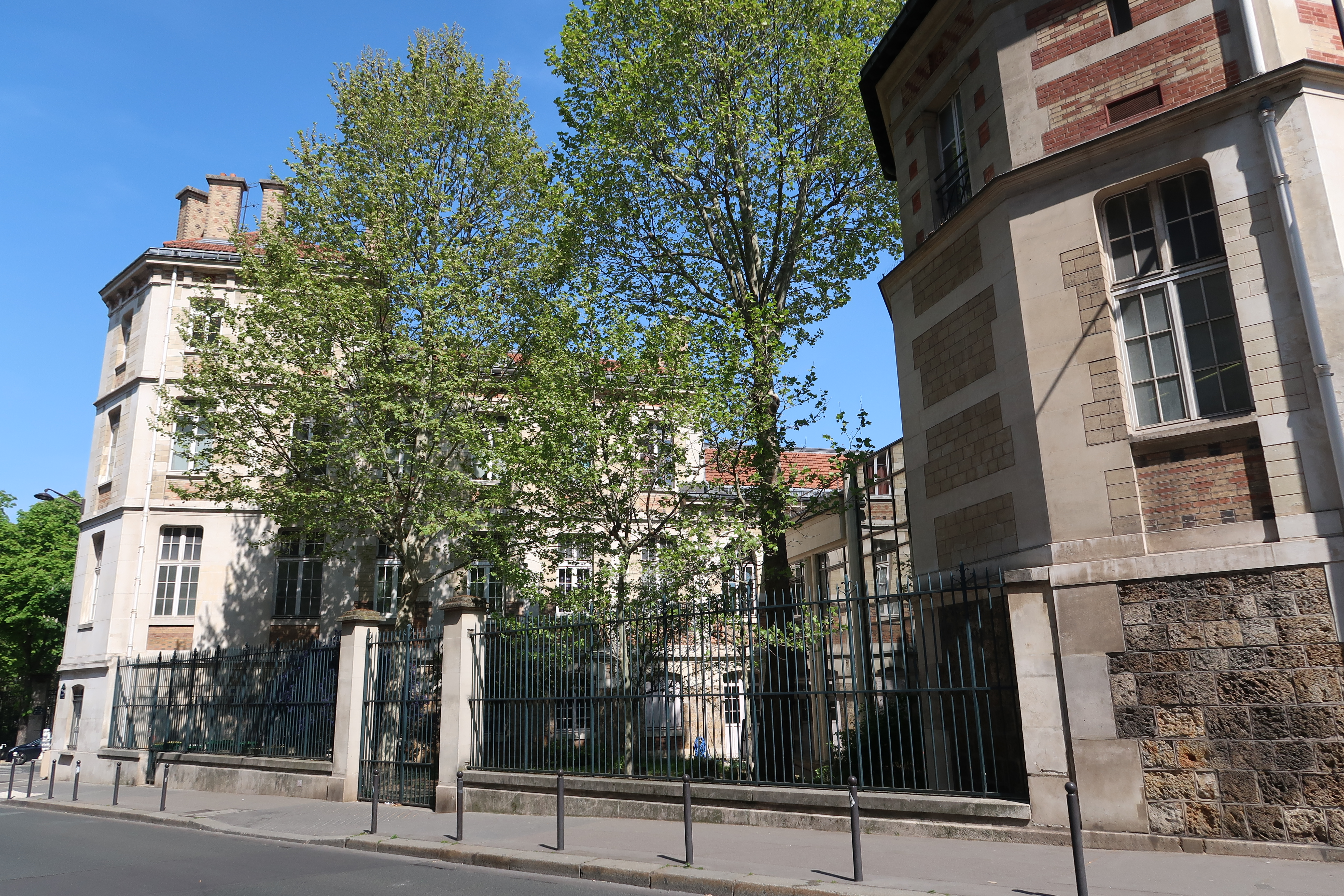
Nr. 57–59, Faculté de pharmacie de Paris der Université Paris V
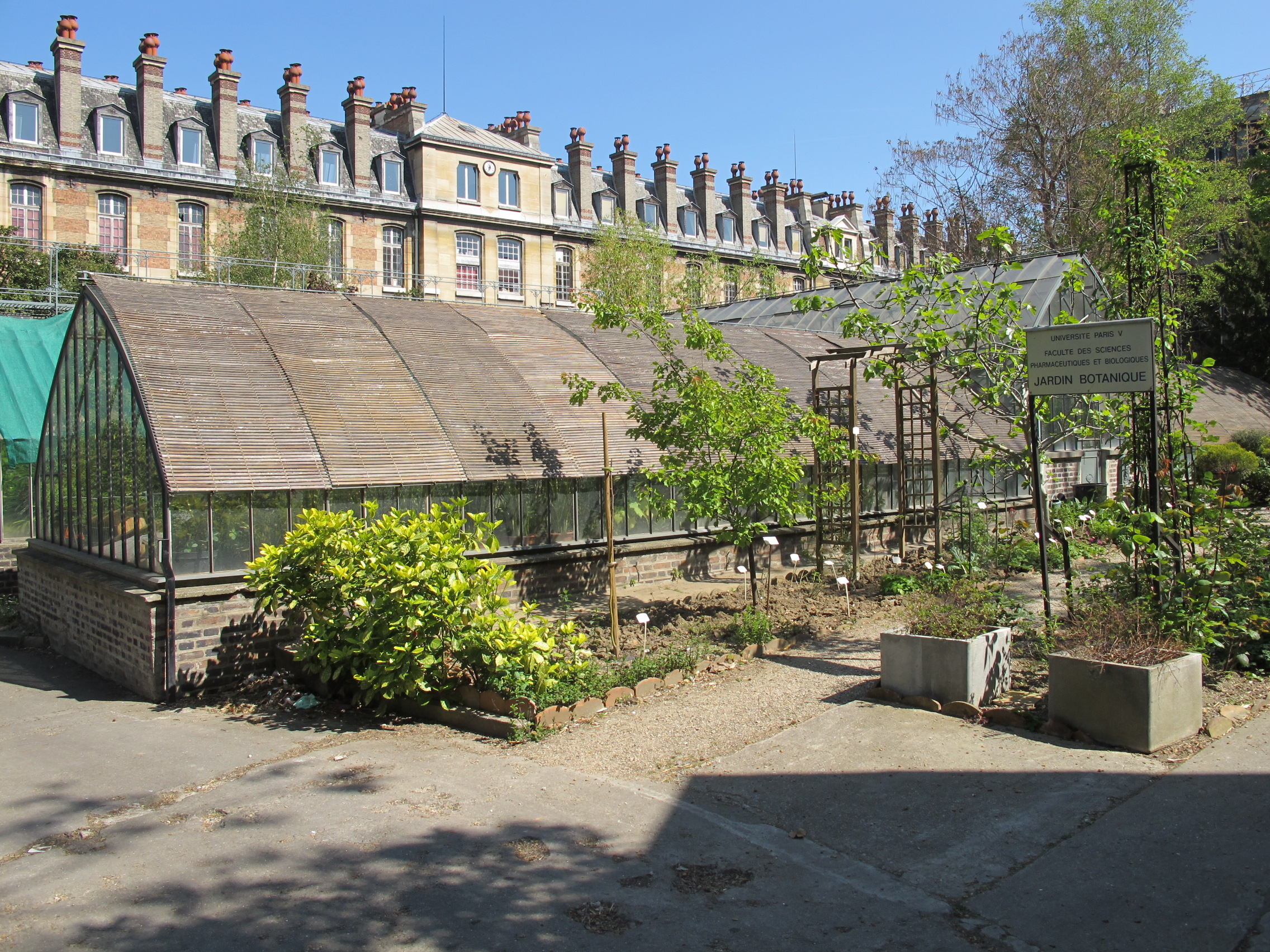
Nr. 63, botanischer Garten dieser Universitätsabteilung
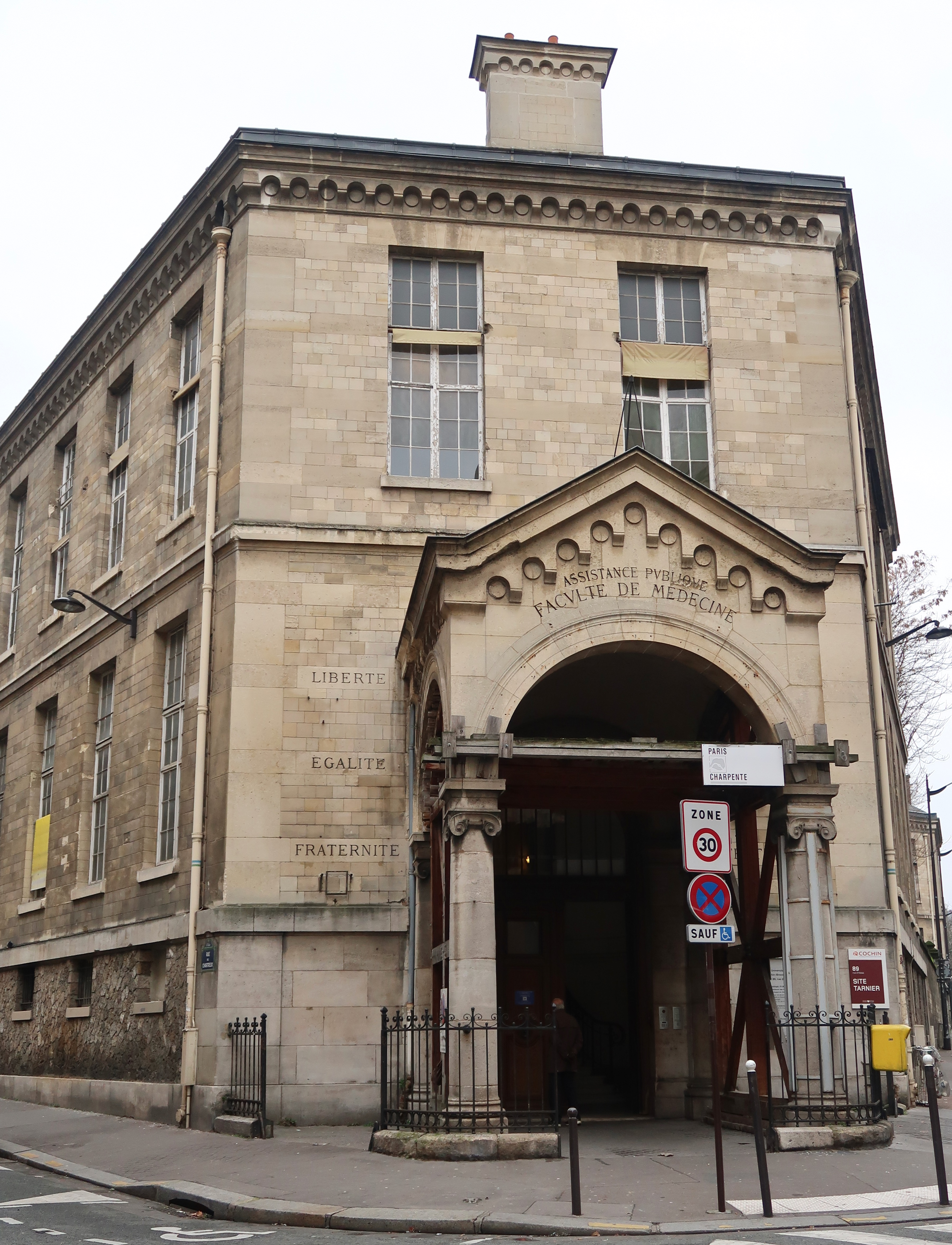
Nr. 89, Hôpital Tarnier
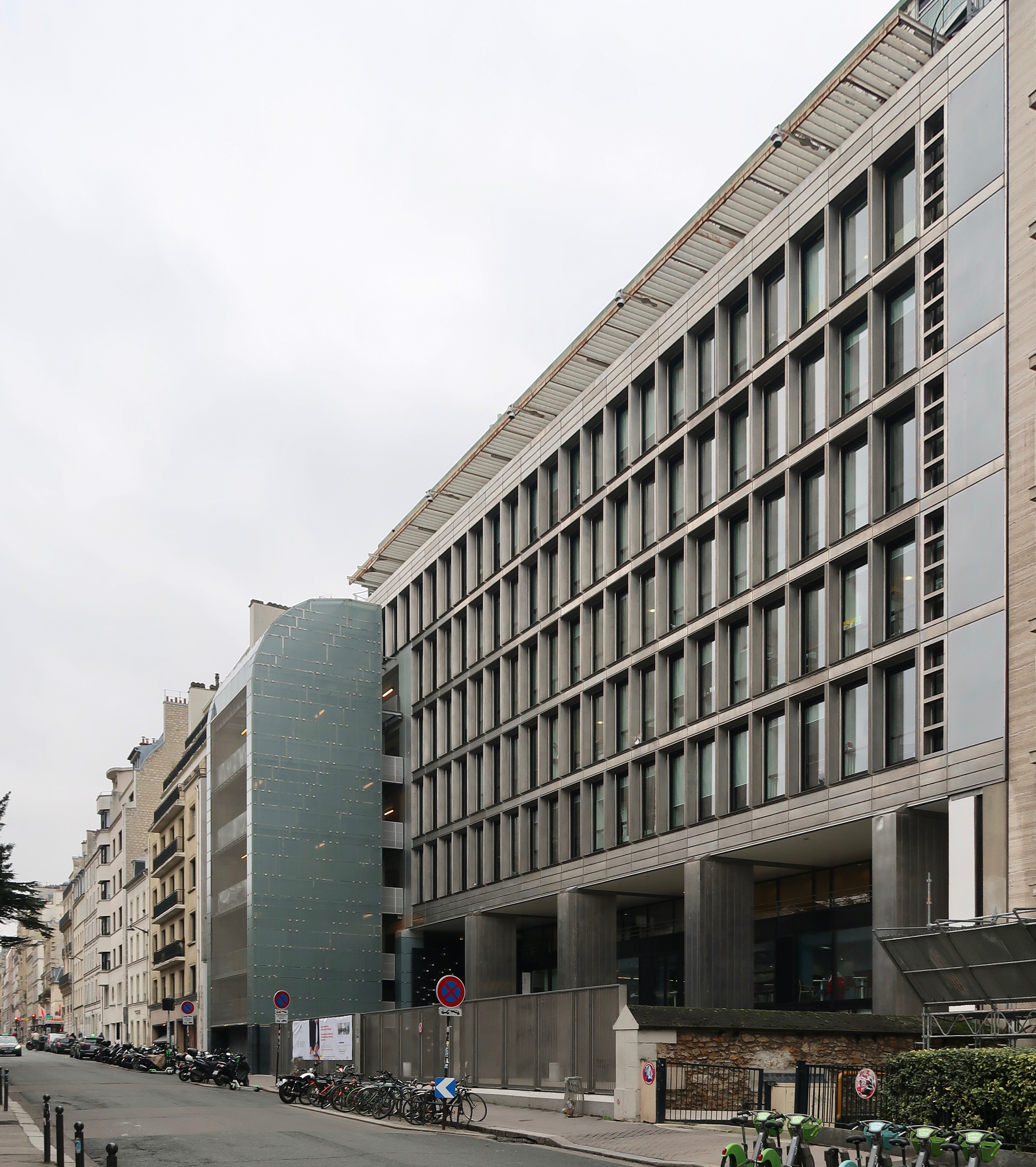
Nr. 92, Universität Panthéon-Assas
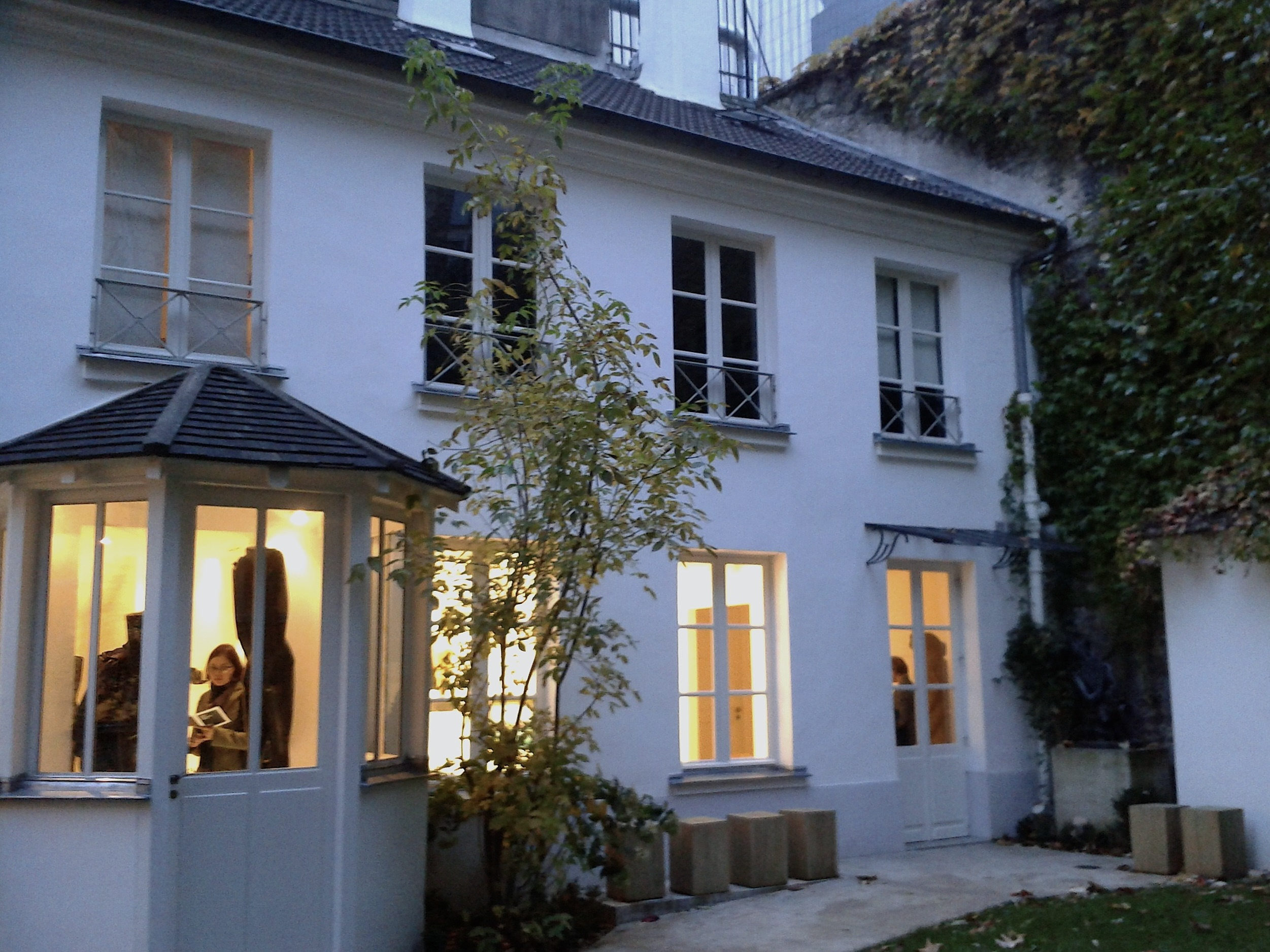
Nr. 100 bis, Musée Zadkine.
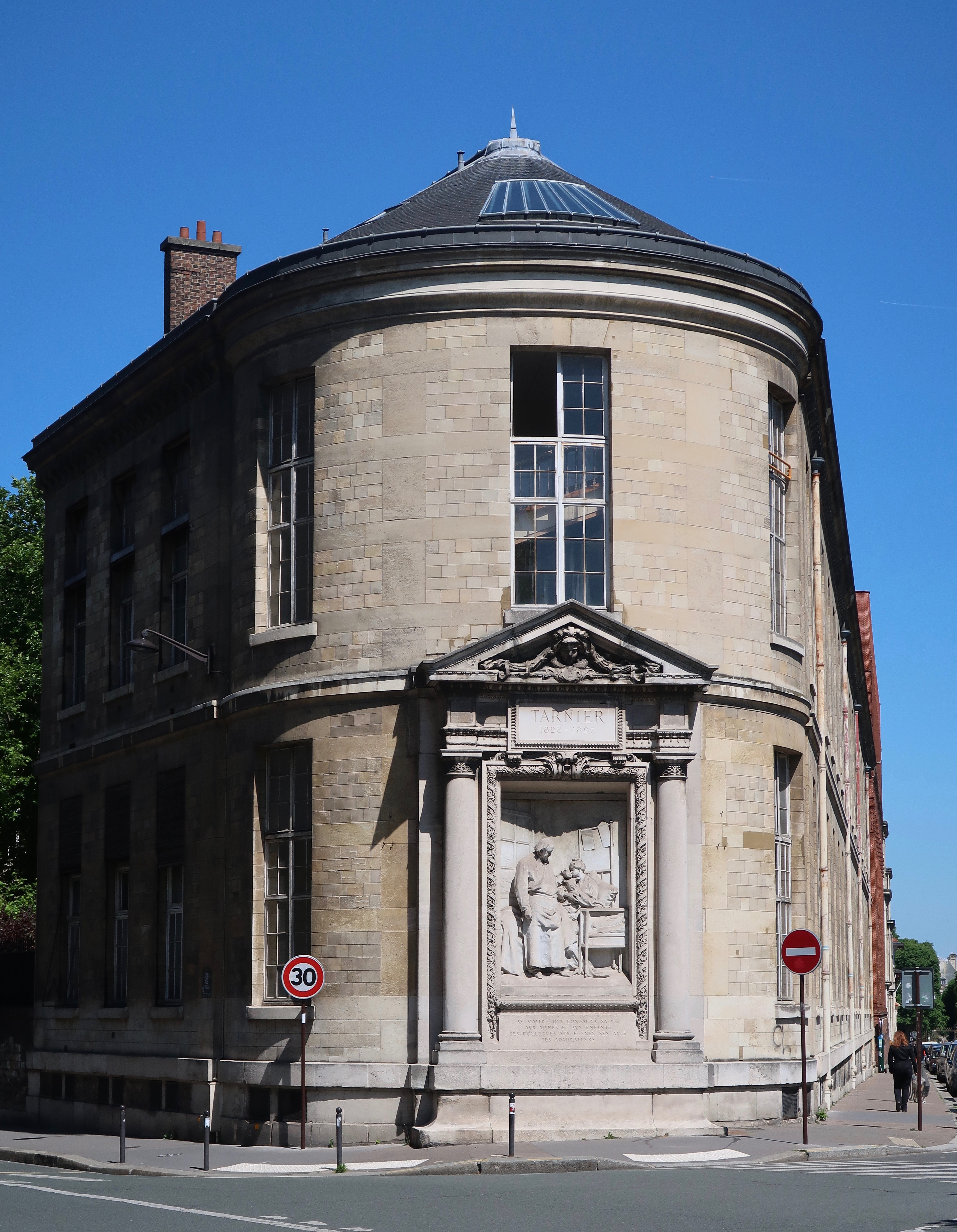
Denys Puech,  professeur Tarnier (1905), Ecke Avenue de l’Observatoire und Rue d’Assas
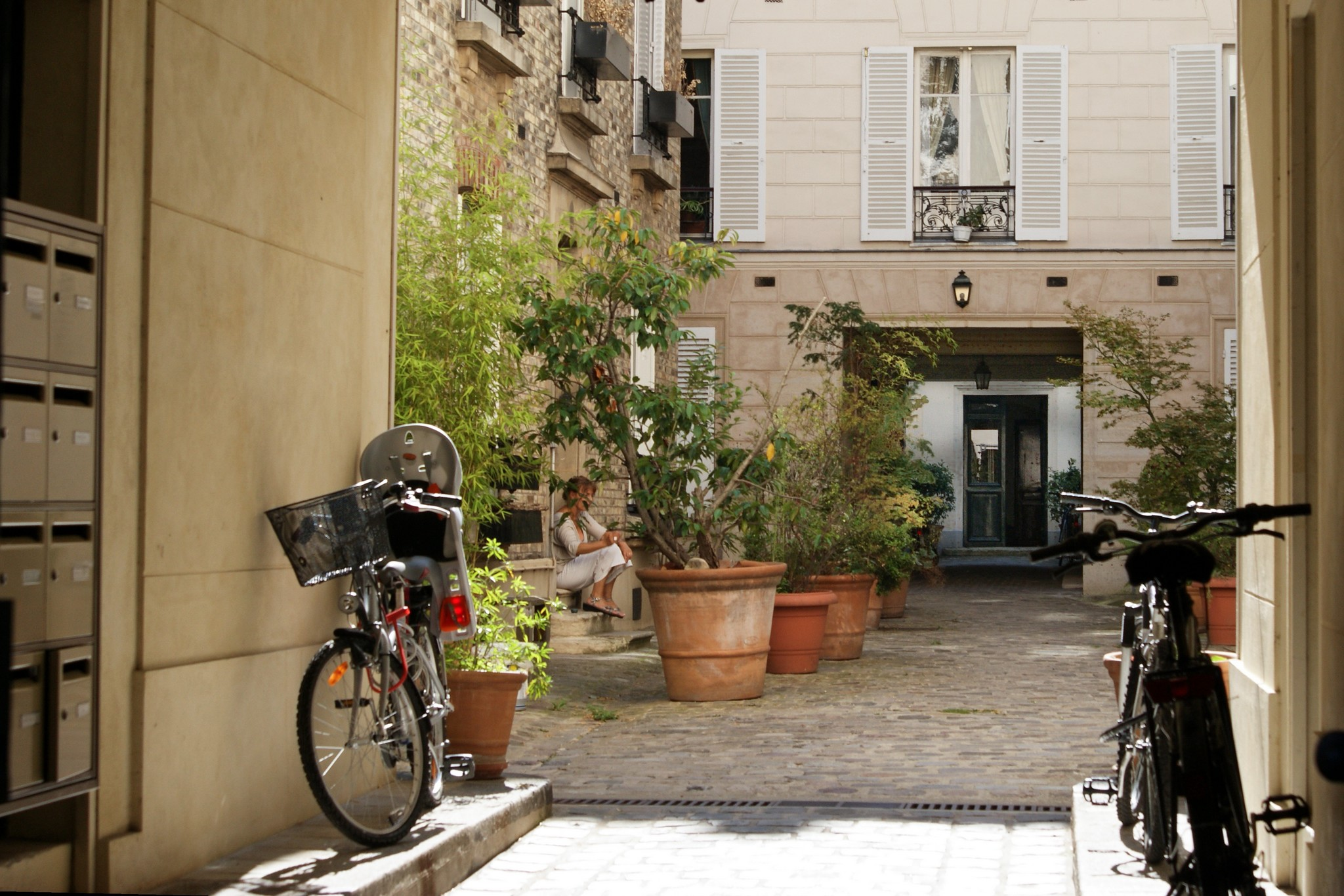
Ein Innenhof
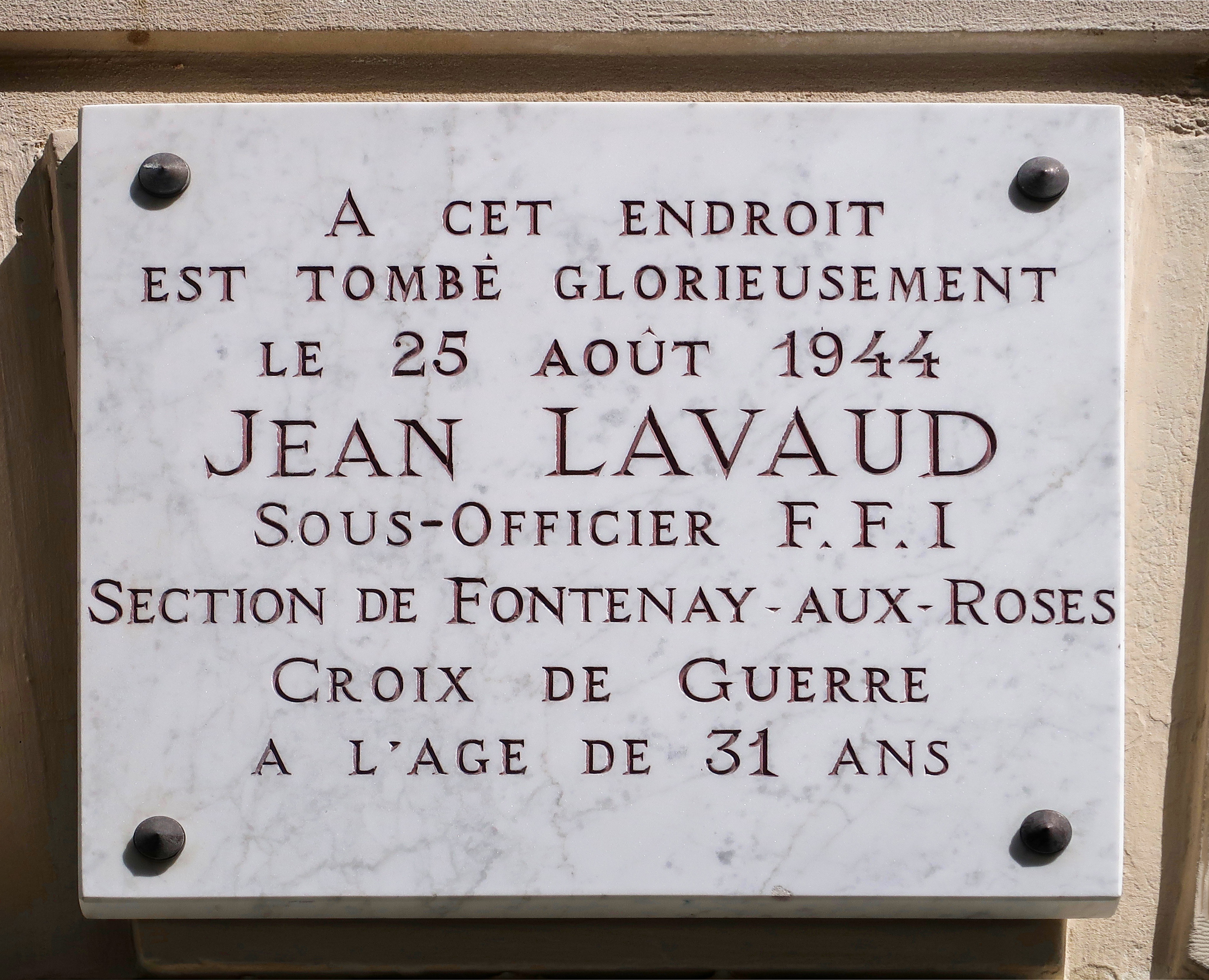
Erinnerungstafel an Nr. 55
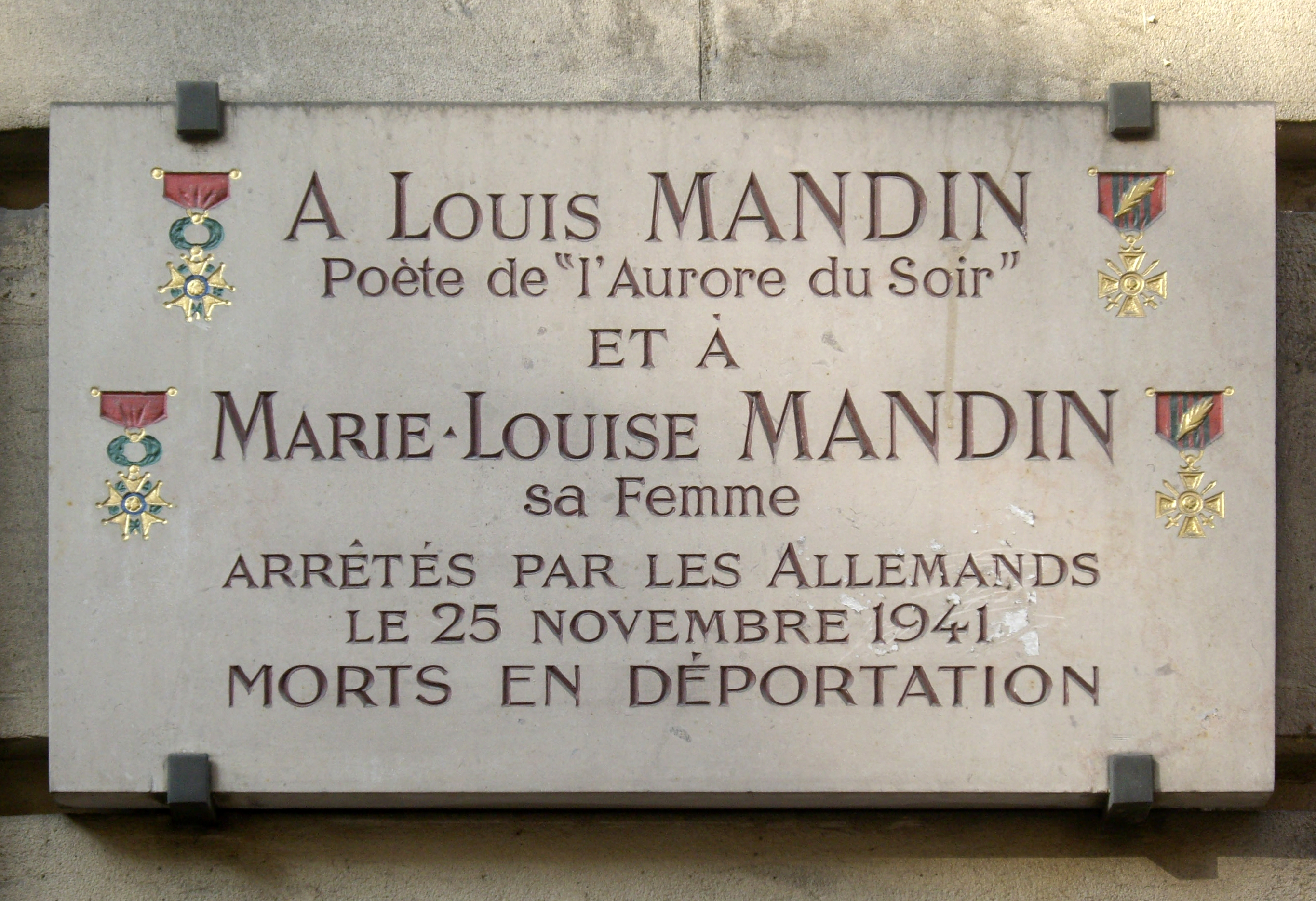
Erinnerungstafel an Nr. 58 bis
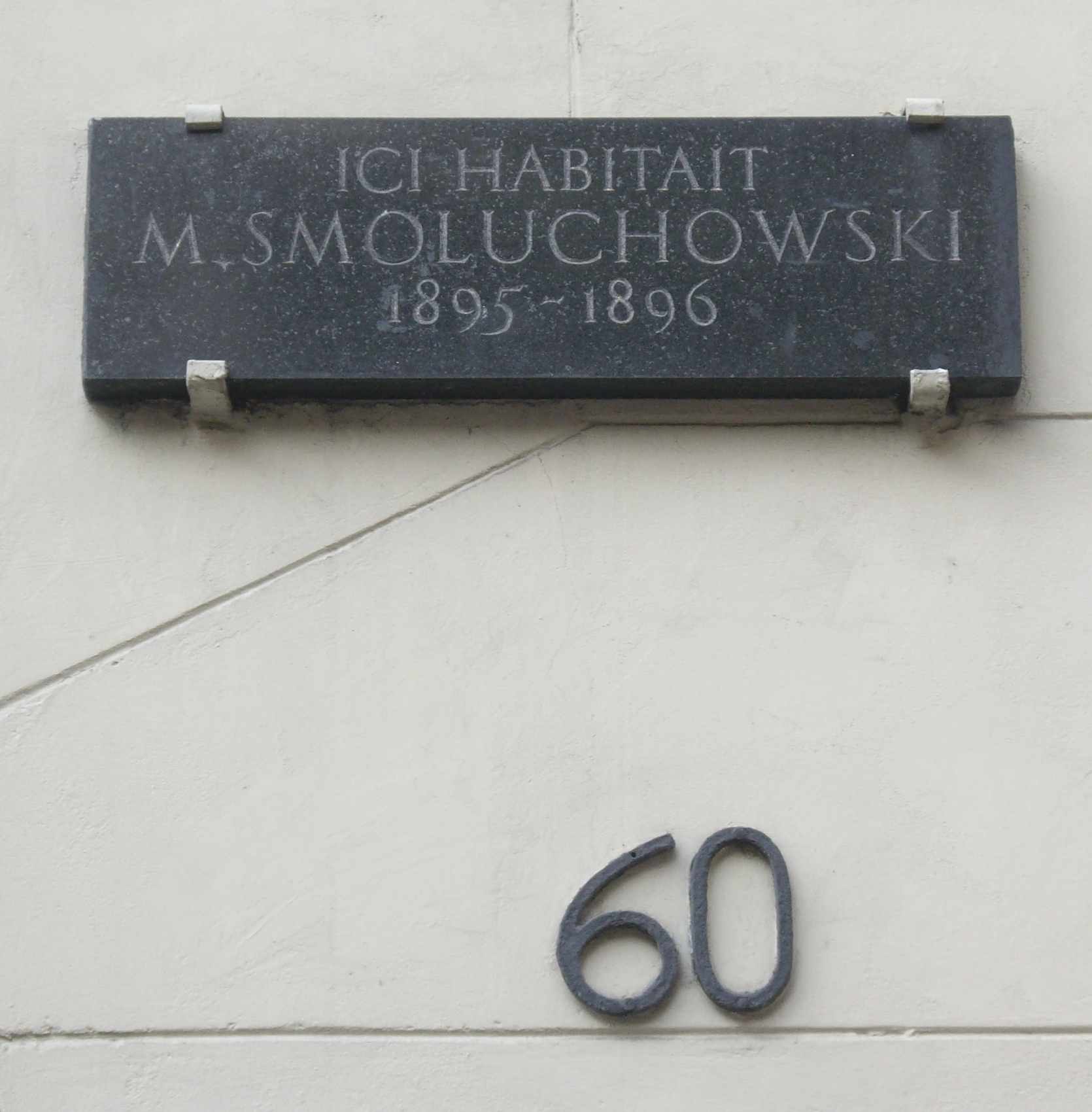
Erinnerungstafel an Nr. 60
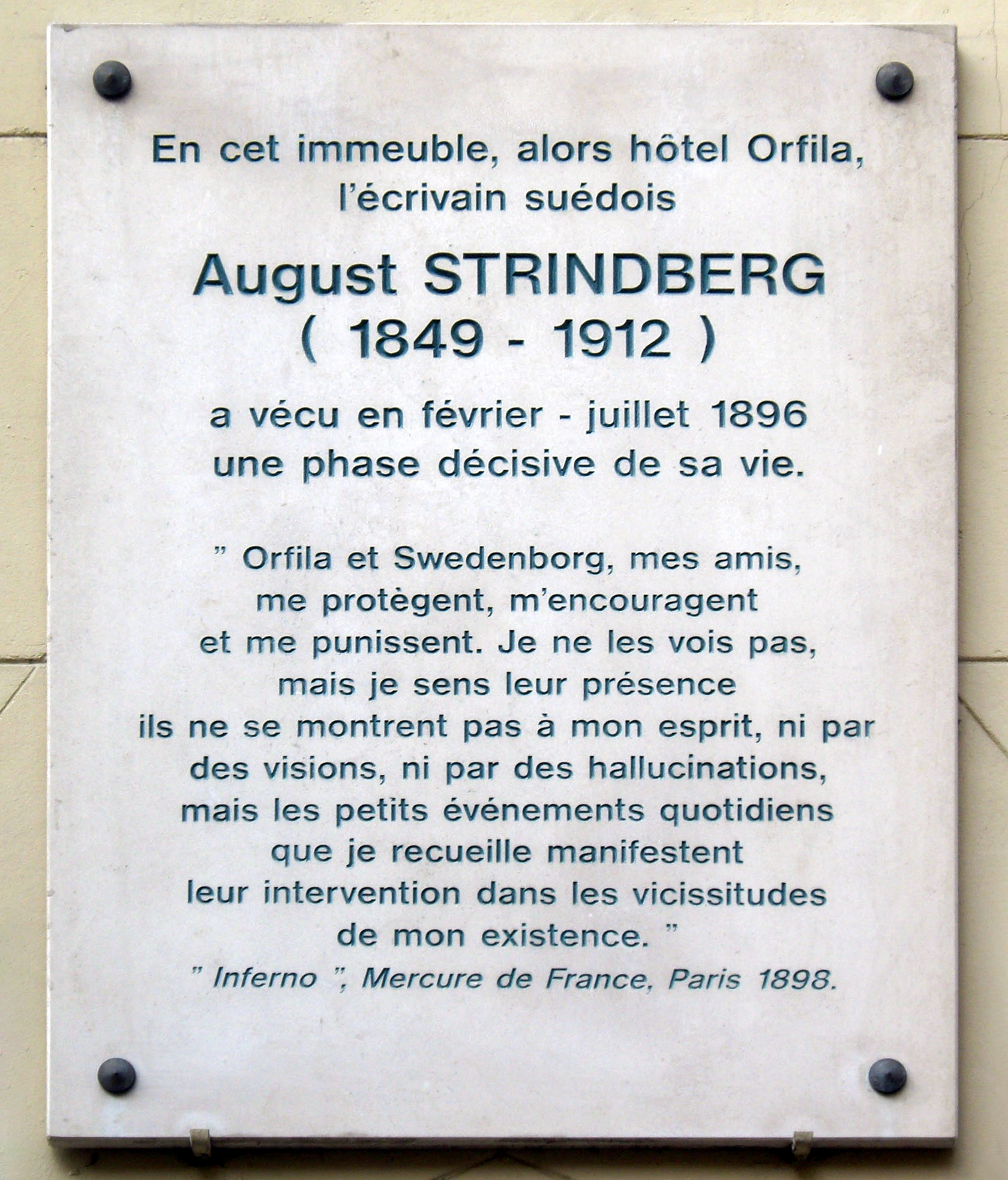
Erinnerungstafel an Nr. 62
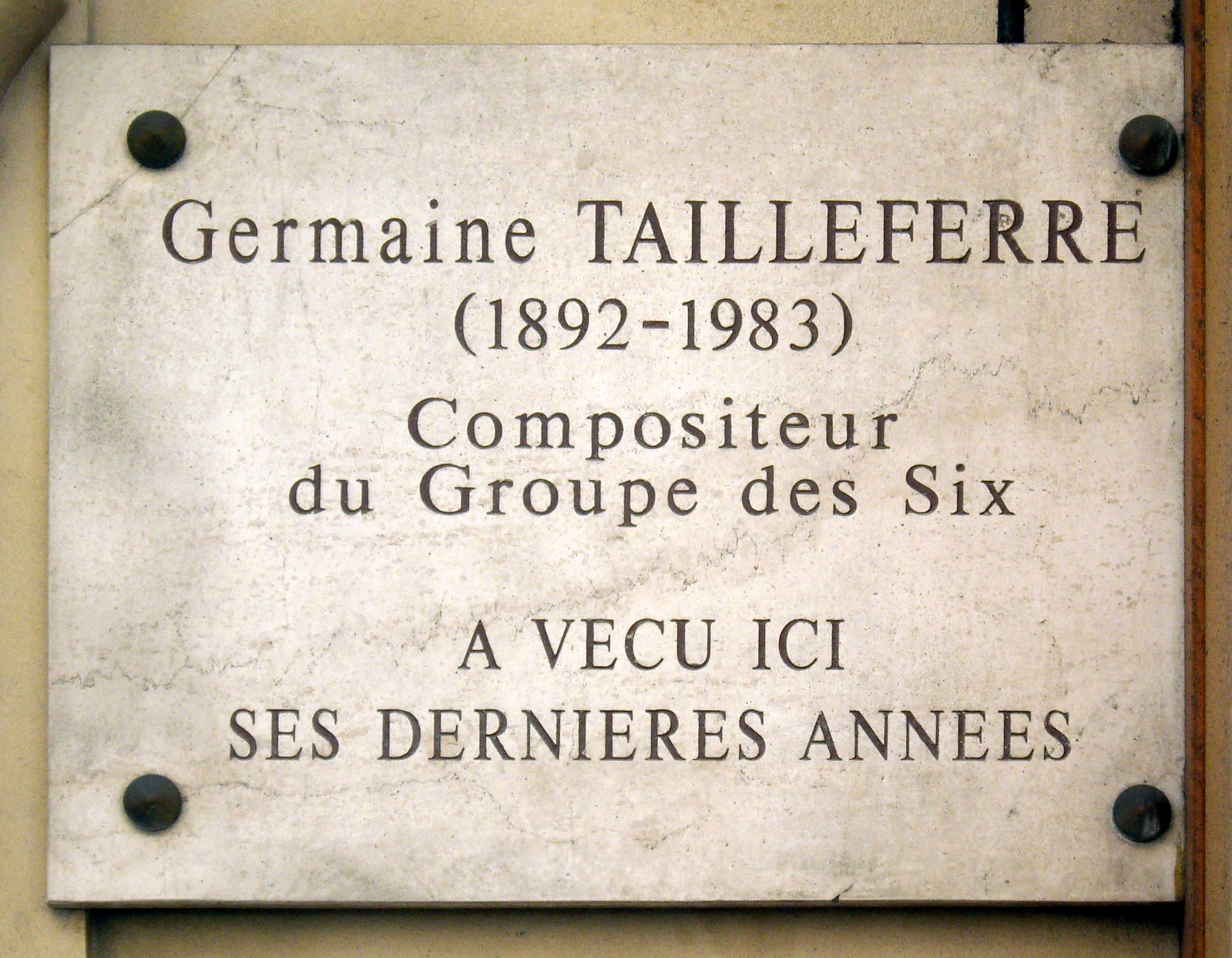
Erinnerungstafel an Nr. 87
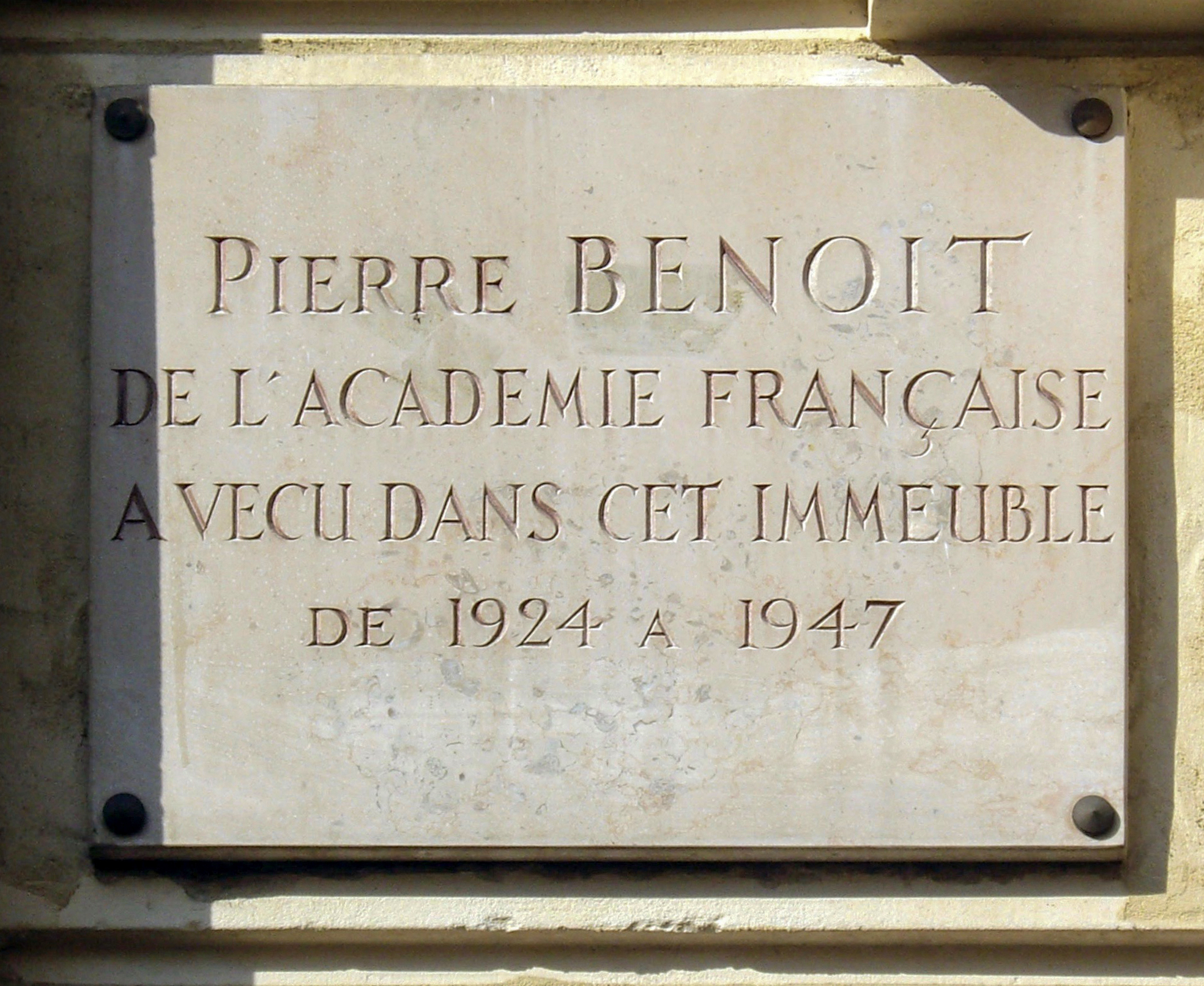
Erinnerungstafel an Nr. 120